# Cantón Babahoyo
Cantón Babahoyo är en kanton i Ecuador.   Den ligger i provinsen Los Ríos, i den centrala delen av landet, 210 km sydväst om huvudstaden Quito. Antalet invånare är 153 776. Arean är 1 076 kvadratkilometer.
Terrängen i Cantón Babahoyo är platt åt sydväst, men åt nordost är den kuperad.